# Philippe Hesnault
Philippe Hesnault – francuski kierowca wyścigowy.

## Kariera
Hesnault rozpoczął karierę w międzynarodowych wyścigach samochodowych w 1980 roku od startów w World Challenge for Endurance Drivers, gdzie jednak nie zdobywał punktów. W tym samym roku zwyciężył w klasie S 2.0 24-godzinnego wyścigu Le Mans.